# Kundskabens træ (film)
Kundskabens træ er en dansk film fra 1981 med manuskript skrevet af Nils Malmros og Frederick Cryer og instruktion af førstnævnte. Filmen er en dramatisering af et udsnit af instruktørens barndom i puberteten og fokuserer på børnenes indbyrdes forhold under deres udvikling.

## Handling
Filmen følger en skoleklasse fra 2. til 4. mellem på Århus Katedralskole i årene 1958-1960. Hovedpersonerne får gennem pubertetens første år erfaringer med interesse for det modsatte køn, usikkerhed, kærlighed såvel som skyld, bl.a. i kraft af den spirende seksuelle bevidsthed og klassens mobning af først Mona (Hanne Sørensen) og senere Elin (Eva Gram Schjoldager). Elin er den mest modne pige i klassen og gør de øvrige piger jaloux og drengene usikre. Hun fryses efterhånden ude af fællesskabet og får ingen støtte fra de følelsesløse forældre. Den mest markante dreng i klassen, Niels-Ole (Jan Johansen), interesserer sig ikke for klassens piger, men udviser stor interesse for den yngre, kønne Maj-Britt (Lone Elliot).

## Medvirkende
I filmen medvirker:
| Skuespiller                | Rolle             |
| -------------------------- | ----------------- |
| Eva Gram Schjoldager       | Elin              |
| Jan Johansen               | Niels-Ole         |
| Line Arlien-Søborg         | Anne-Mette        |
| Marian Wendelbo            | Elisabeth         |
| Gitte Iben Andersen        | Lene              |
| Brian Theibel              | Willy Bonde       |
| Erno Müller                | Skolelærer        |
| Merete Volstedlund         | Anne-Mettes mor   |
| Karin Flensborg            | Elins mor         |
| Knud Andreasen             | Elins far         |
| Lone Elliot                | Maj-Britt         |
| Astrid Holm Nielsen        | Ina               |
| Bo von der Lippe           | Jørn              |
| Morten Nautrup             | Flemming          |
| Martin Lysholm Jepsen      | Helge             |
| Anders Ørgaard             | Gert              |
| Dan Rørmand Brøgger        | Torkild           |
| Lars Spang Kjeldsen        | Søren Roland      |
| Nikolaj Flensborg          | Kaj               |
| Hanne Sørensen             | Mona              |
| Anne-Mette Brinch Andersen | Gås               |
| Anne-Mette Kjøller Warlo   | Joan              |
| Malene Darre               | Loppe             |
| Lars Hjort Frederiksen     | Carsten           |
| Karen Møller               | Mrs. Andreasen    |
| Jørgen Nygaard             | Pastor            |
| Arne Ringgaard             | Danselærer        |
| Thorkild Tromholt          | Pianist           |
| Rikke Malmros              | Gymlærer          |
| Uffe Bak                   | Gymlærer          |
| Norma Nissen               | Fru Scheel        |
| Svend Schmidt-Nielsen      | Park Ranger       |
| Per Cortes                 | Musikklærer       |
| Birgit Rafman              |                   |
| Margit Due                 | Bagerekspeditrice |
| Christian Svendsen         |                   |
| Jeanette Hede              |                   |
| Jørg Bjerre Andersen       |                   |

## Baggrund og indspilning
Historien er baseret på Malmros' barndomserindringer og følger op på hans to forrige film, Lars Ole, 5c (1973) og Drenge (1977), idet børnene i filmene bliver ældre i løbet af filmene. Filmen blev indspillet over to år og skildrer dermed børnenes forandring fysisk såvel som psykisk. Den foregår i stor udstrækning på autentiske steder, blandt andet på Aarhus Katedralskole. I virkeligheden ville Nils Malmros gerne have ladet filmen forløbe over fire år, men dette blev for dyrt. Titlen hentyder til den kristne syndefaldsmyte. 
Malmros lavede næsten tredive år senere endnu en film baseret på sin ungdom, Kærestesorger (2009).

## Modtagelse
Filmen blev ved premieren fint modtaget. Overskrifterne på anmeldelserne i Kristeligt Dagblad lød: "Dansk film i international klasse", i Ekstra Bladet "Jyllands Truffaut
triumferer for tredje gang" og i Jyllands-Posten "Bevægende dansk film". Klaus Rifbjerg skrev blandt andet i Levende Billeder om den: "...og når man så har fået slået ørerne ud og spærret øjnene op, begynder Malmros at økse sig ind på følelserne, skånselsløst og frydefuldt." Filmen blev også en publikumssucces, idet den blev set af omkring en million mennesker.
Kundskabens træ regnes som en af Danmarks betydeligste spillefilm og er med i Danmarks kulturkanon. Filmens fotograf, Jan Weincke, blev i 1983 tildelt en Æres-Bodil for sit arbejde med denne film samt og Zappa. Filmens instruktør, Nils Malmros, blev året før tildelt publikumsprisen ved Nordiske filmdage i Lübeck.